# Cantonul Château-du-Loir
Cantonul Château-du-Loir este un canton din arondismentul La Flèche, departamentul Sarthe, regiunea Pays de la Loire, Franța.

## Comune
| Comune                   | Populație (1999) | Cod poștal | Cod INSEE |
| ------------------------ | ---------------- | ---------- | --------- |
| Beaumont-Pied-de-Bœuf    | ...              | 72500      | 72028     |
| Château-du-Loir          | ...              | 72500      | 72071     |
| Dissay-sous-Courcillon   | ...              | 72500      | 72115     |
| Flée                     | ...              | 72500      | 72134     |
| Jupilles                 | ...              | 72500      | 72153     |
| Luceau                   | ...              | 72500      | 72173     |
| Montabon                 | ...              | 72500      | 72203     |
| Nogent-sur-Loir          | ...              | 72500      | 72221     |
| Saint-Pierre-de-Chevillé | ...              | 72500      | 72311     |
| Thoiré-sur-Dinan         | ...              | 72500      | 72356     |
| Vouvray-sur-Loir         | ...              | 72500      | 72384     |